# Glycolbad

Kolben (3) im Glycolbad (4) mit Bunsenbrenner (5). Als Wärmeübertragungsflüssigkeit dient Polyethylenglycol oder Triethylenglycol (2). Die eigentlich zu erwärmende Flüssigkeit (1) befindet sich im Rundkolben (3), auf dem meist ein Rückflusskühler (hier nicht eingezeichnet) platziert ist.

Das Glycolbad, auch Glykolbad, besteht aus einem mit warmem oder heißem Polyethylenglycol (oder ähnlichen Substanzen) gefüllten Behälter, in dem sich ein weiterer Behälter mit dem zu erwärmenden Stoff befindet. Glycolbäder sind universell einsetzbar und finden Anwendung beim Erwärmen von Substanzen oder Reaktionsgemischen in chemischen Laboratorien zum Erhitzen bis zu 150 (200) °C. Unterhalb von etwa 95 °C nutzt man wegen der hohen Wärmekapazität des Wassers und der daraus resultierenden Trägheit und leichten Regelbarkeit meist Wasserbäder. Oberhalb von 200  °C sind Siliconölbäder besser geeignet als Glycolbäder.
Glycolbäder haben gegenüber Siliconölbädern den Vorteil, dass unabsichtlich eintropfendes Wasser keine Gefahrenquelle darstellt und nach dem Experiment am Kolben anhaftendes Glycol leicht mit Wasser abgewaschen werden kann.